# Seznam operních scén v Česku

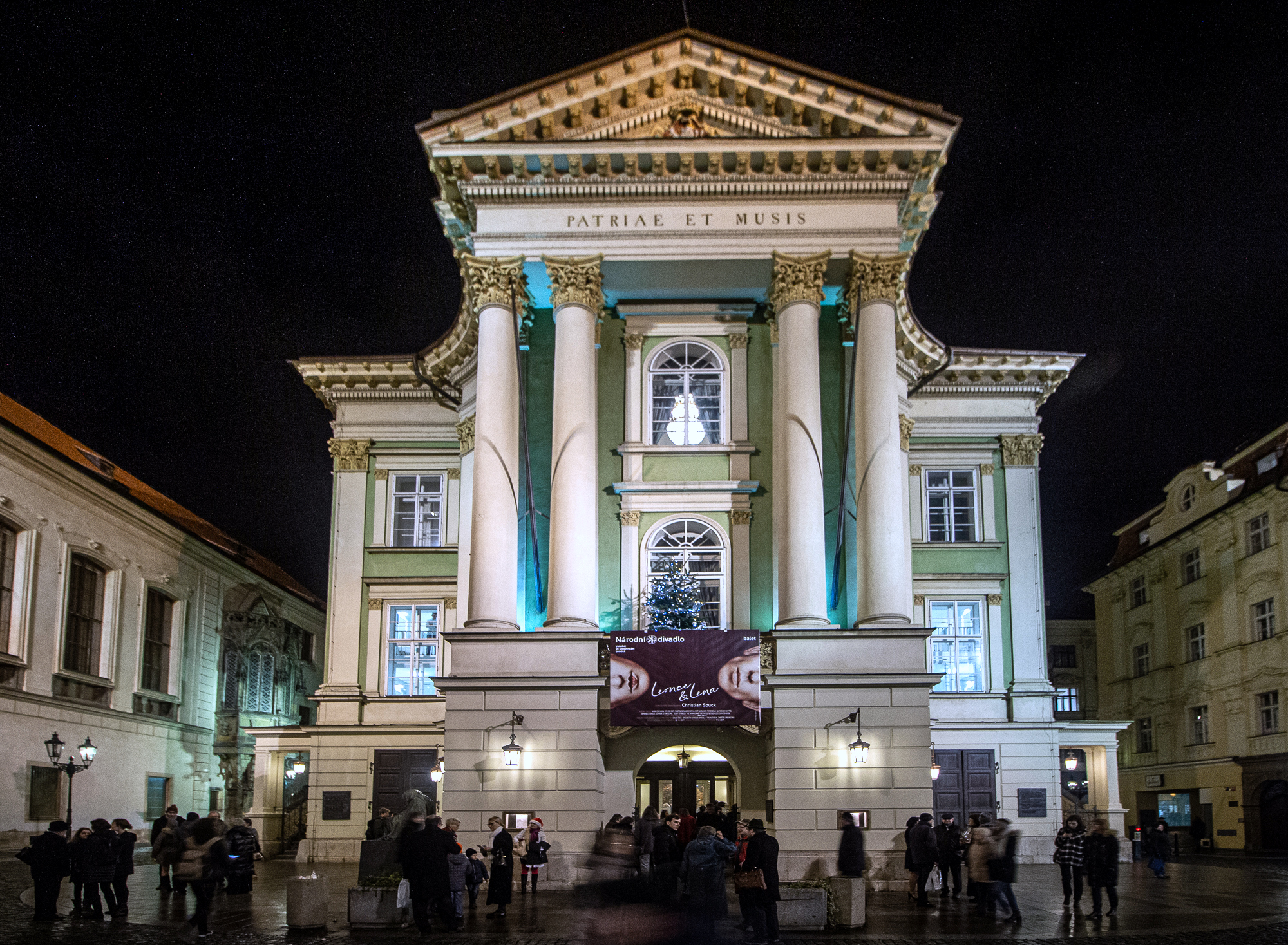
Stavovské divadlo v Praze

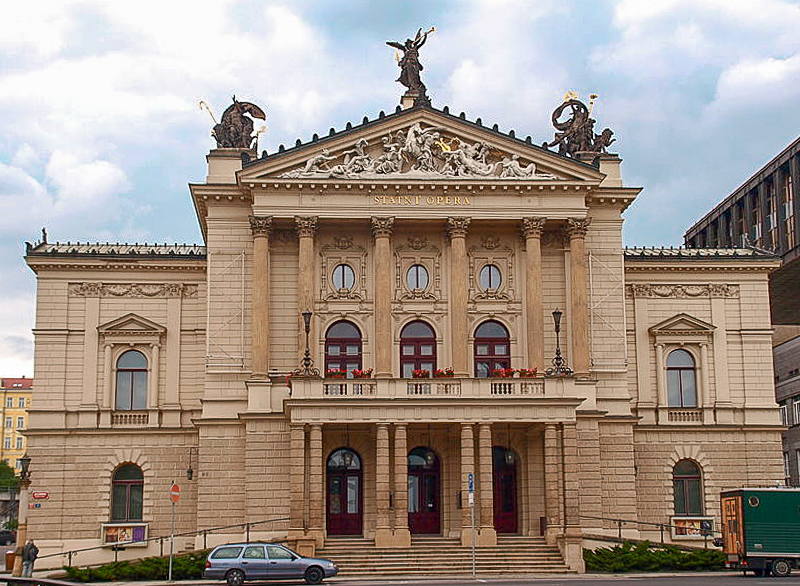
Státní opera v Praze

V Česku je deset operních domů. Nejvýznamnější jsou tři operní domy v Praze – Národní divadlo, Stavovské divadlo a Státní opera Praha.
V Čechách jsou další čtyři operní scény (v Plzni, Českých Budějovicích, Liberci a Ústí nad Labem), tři scény na Moravě (v Brně, Ostravě a Olomouci) a jedna ve Slezsku (v Opavě).

## Seznam operních domů
- Národní divadlo v Praze
  - Národní divadlo
  - Stavovské divadlo
  - Státní opera Praha
- Národní divadlo Brno
  - Janáčkovo divadlo v Brně

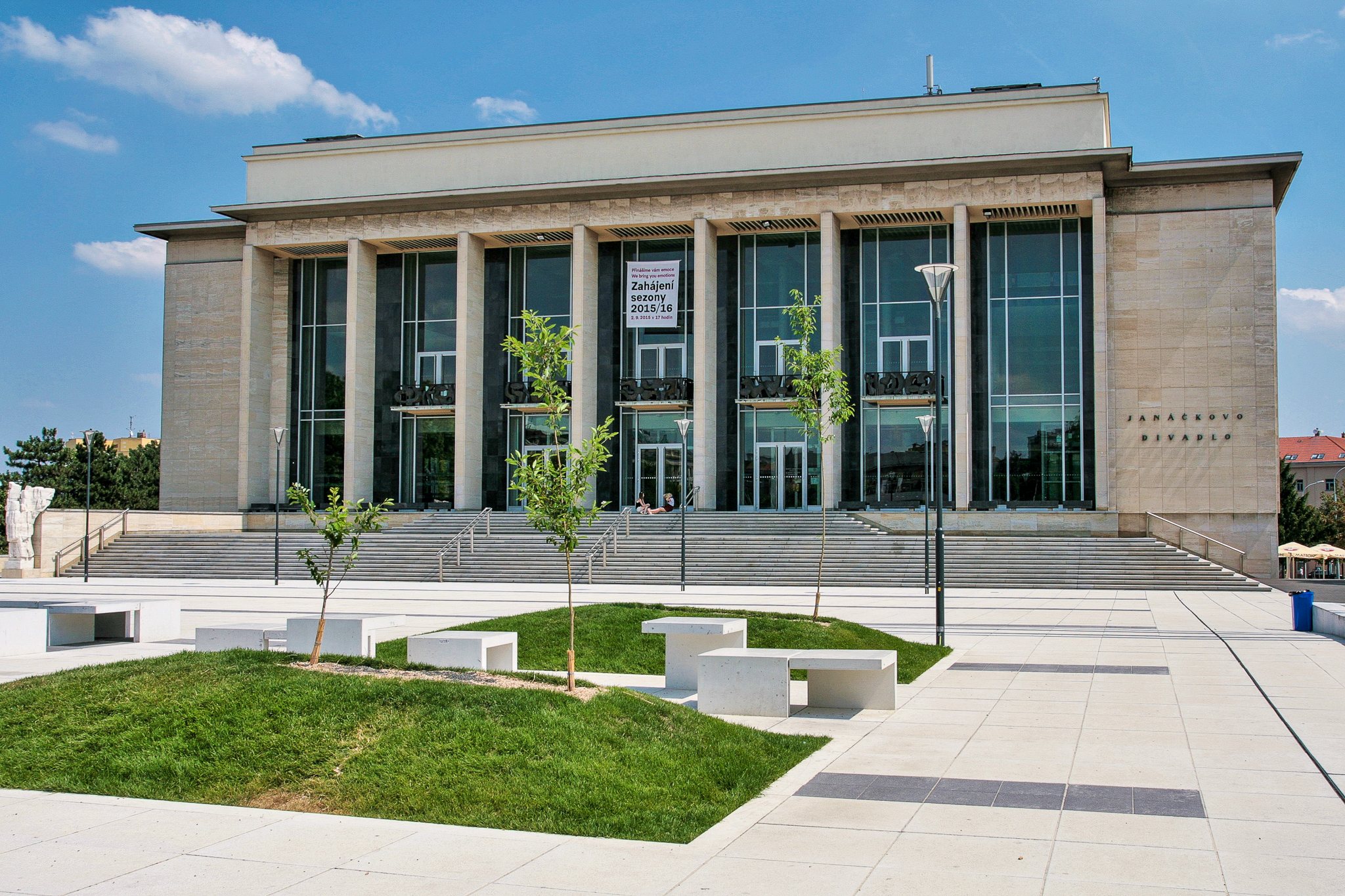
Janáčkovo divadlo v Brně

- Jihočeské divadlo v Českých Budějovicích
- Divadlo F. X. Šaldy v Liberci
- Moravské divadlo Olomouc
- Národní divadlo moravskoslezské v Ostravě
  - Divadlo Antonína Dvořáka v Ostravě
- Slezské divadlo Opava
- Divadlo J. K. Tyla v Plzni
- Severočeské divadlo opery a baletu v Ústí nad Labem